# Kivijärvi
Kivijärvi è un comune finlandese di 1064 abitanti, situato nella regione della Finlandia Centrale.